# كينو
كينو (بالإسبانية: Quino)‏ (17 يوليو 1932 - 30 سبتمبر 2020)، هو اسم شهرة للفنان الأرجنتيني - الأسباني خواكين سلفادور لابادو. ولد في مندوزا (الأرجنتين) وتوفي في 30 سبتمبر 2020 بنفس المدينة. وهو فنان رسوم متحركة. وتعد مافالدا أشهر شخصية صممها وعرضت كمسلسل تلفزيوني من عام 1963 وحتى عام 1973، ولاقى نجاحًا كبيرًا في أوربا وأمريكا اللاتينية وآسيا وكيبك.

## روابط خارجية
- كينو على موقع أرشيف الشارخ.

- كينو على موقع IMDb (الإنجليزية)
- كينو على موقع قاعدة بيانات الفيلم (الإنجليزية)